# Герб Аландруала
Ге́рб Аландруа́ла — офіційний символ містечка Аландруал, Португалія. Використовується як територіальний герб. У срібному щиті зелений Авіський хрест. По центру хреста розміщений золотий замок із трьома баштами, чорною брамою і вікнами. Над хрестом два чорні пута, скеровані до центру; під хрестом — два чорні орли з розкритими крилам, обернені головами один до одного. Щит увінчує срібна мурована містечкова корона з чотирма вежами.  Під щитом біла стрічка, на якій великими літерами напис португальською: «vila de Alandroal» (містечко Аландруал).  Офіційно затверджений 10 серпня 1936 року.  

## Галерея

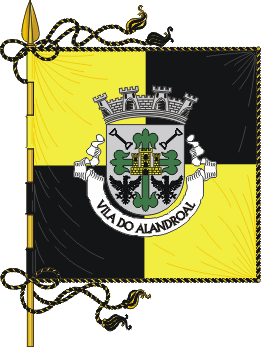
Прапор